# Куворден

Расположение общины Куворден на карте Нидерландов

Куворден (нидерл. Coevorden (произношениео файле) (нидерл. н.-сакс. Coevern — «Куверн»; также именуется нидерл. Ganzenstad — «Гусиный город») — город и община на юго-востоке провинции Дренте Нидерландов.

## История
Первое упоминание Кувордена, в имени Фредерика Куворденского, относится к 1036 году. Первое буквальное упоминание, в форме нидерл. Koevoorde (в значении «коровий брод» — место, где крестьяне перегоняли стада через реку) встречается в хартии 1148 года.
В 1141 году епископ Хартберт ван Бирум делает своего брата, Людольфа ван Бирума, виконтом Кувордена, с правом наследования. В лице брата Хартберт, таким образом, получает верного вассала. Вскорости после смерти Хартберта в 1150 году связь между Утрехтским диоцезом с одной стороны и поселением и феодом Куворденом с другой — ослабла.
После Людольфа виконтами Кувордена были его сыновья — Волькер Куворденский и Рудольф I Куворденский. Они вели себя, как независимые сюзерены феода. В 1182 году это привело к осаде и разграблению города армией епископа Баудевейна II Голландского. Епископ назначил новым хозяином замка графа Отто ван Бентхейма. Долгое время после этого старые куворденские сюзерены и Отто оспаривали права друг друга на власть над феодом. С 1186 до 1192 года снова происходили боевые действия, в результате которых Рудольф I был захвачен в плен. Между тем Волькеру удалось захватить замок и семью Отто. Это позволило братьям одержать верх над епископским наместником, в результате чего Рудольф стал виконтом Кувордена. Волькер поселился в Ансене, позже его сын стал новым виконтом Кувордена — Рудольфом II Куворденским.

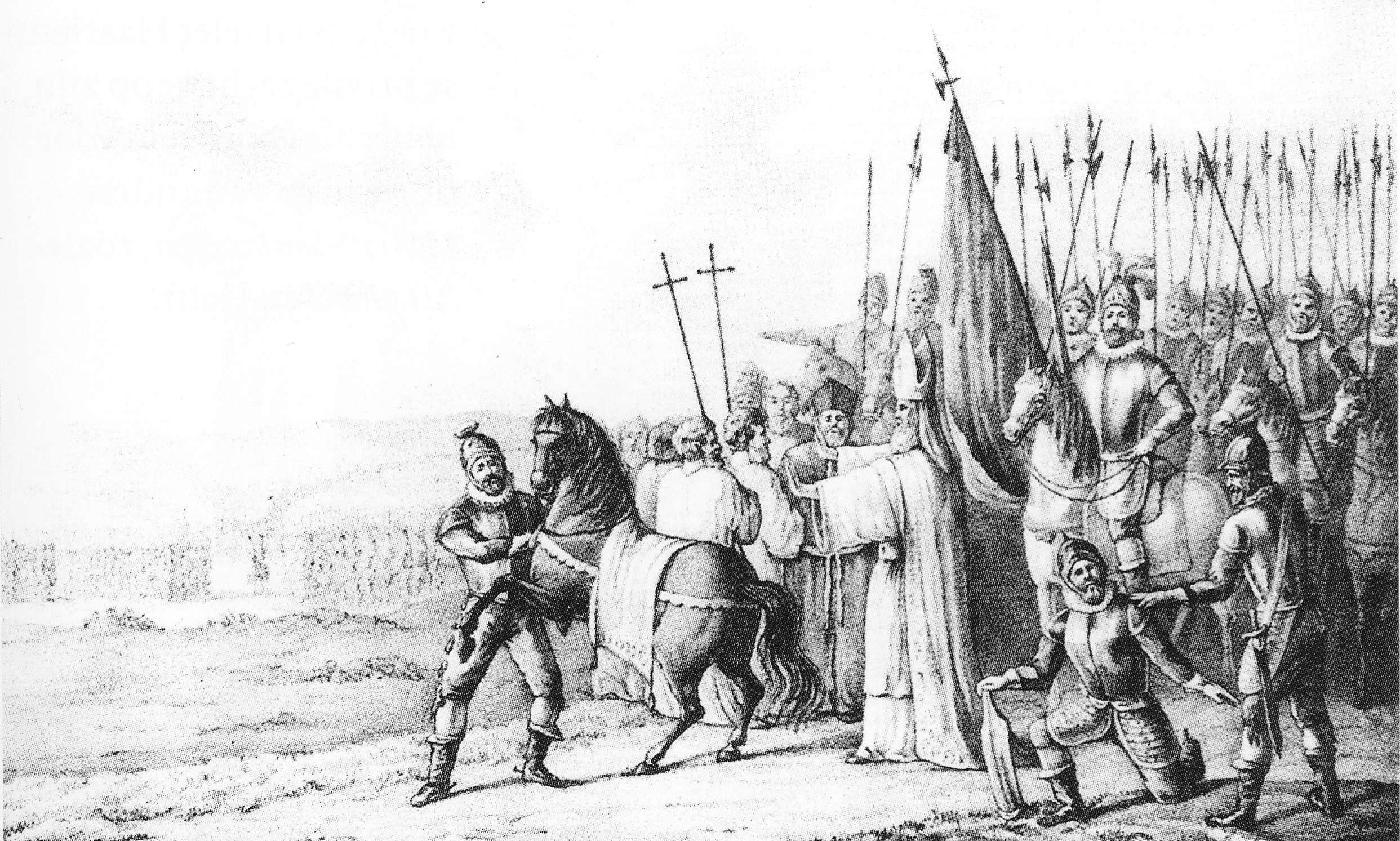
Епископ Отто II Липпский проклинает Рудольфа II Куворденского

Куворден находился на пути из Гронингена в Мюнстер, что придавало ему большое стратегическое значение. В 1215 году утрехтский епископ Отто II Липпский решил упрочить власть диоцеза над территорией, в том числе ради увеличения собственных доходов из региона. Однако, он натолкнулся на противодействие местных крестьян, поддержавших виконта Рудольфа II. Это привело к битве при Ане, где епископ был убит, а дрентские крестьяне во главе с Рудольфом II одержали сокрушительную победу.
Новый епископ — Вильбранд ван Ольденбюрг — пытался продолжить борьбу с мятежными жителями Дренте и призвал на помощь фризов, что привело к Фризско-Дрентской войне, в которой Дрентцы вновь одержали победу. Лишь позже, в битве при Пейзе, епископским силам удалось взять верх над крестьянскими отрядами. Рудольф II был обманом заманен в Харденберг, захвачен в плен, подвергнут пыткам и казнён 25 июля 1230 года.
В 1288 году Рейнауд Куворденский, внук Рудольфа II, возобновил независимое правление замком и прилежащими землями и положил начало династии куворденских правителей (все они носили имя Рейнауд), просуществовавшей до 1402 года. Однако, высокие налоги и другие несправедливые действия сюзеренов пагубно отразились на их популярности среди их вассалов, чем не преминул воспользоваться епископ Утрехта Фредерик ван Бланкенхейм. К концу четырнадцатого века мелкие местные феодалы признали епископа своим сюзереном и в 1402 году хозяин замка Рейнауд IV Куворденский отказался от своих прав на власть и переехал с семьёй во владения в Твенте и Ахтерхуке. Куворден входит в состав Оверстихт.
31 декабря 1407 года епископ Фредерик ван Бланкенхейм дарует поселению статус города.
В начале шестнадцатого века Куворден с остальными дрентскими землями входит в состав владений герцога Карла Гельдернского. В 1536 году Гельдернский наместник Йохан ван Сельбах был вынужден отдать замок и поселение во владение императора Карла V.
В конце шестнадцатого века замок был захвачен испанскими войсками. Морицу Оранскому удалось изгнать испанцев в 1592, но поселение было сожжено ими перед отходом. Куворден пришлось отстраивать заново.

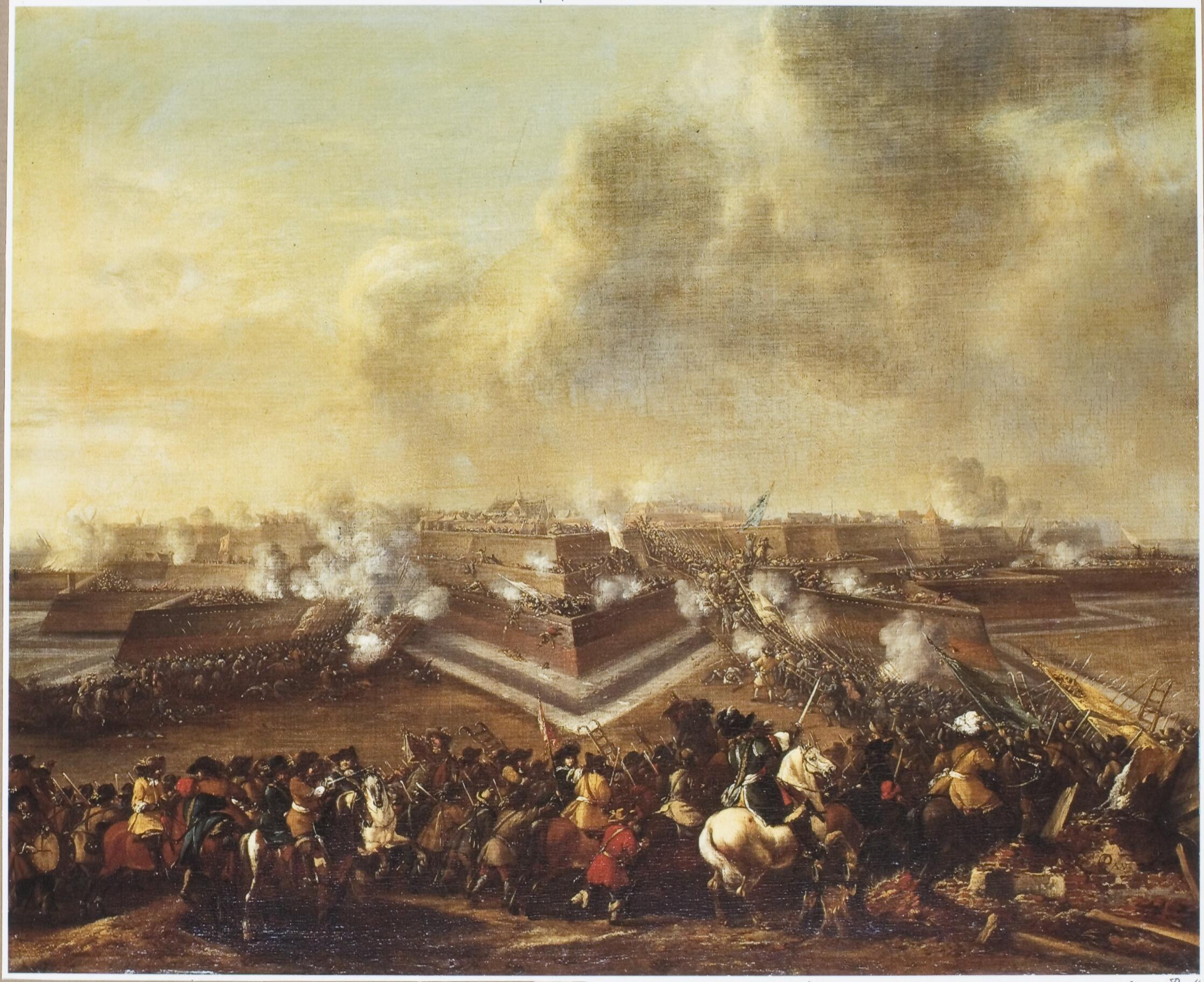
Питер Вауверман (1623—1682), «Штурм Кувордена 30 декабря 1672», (1672—1682)

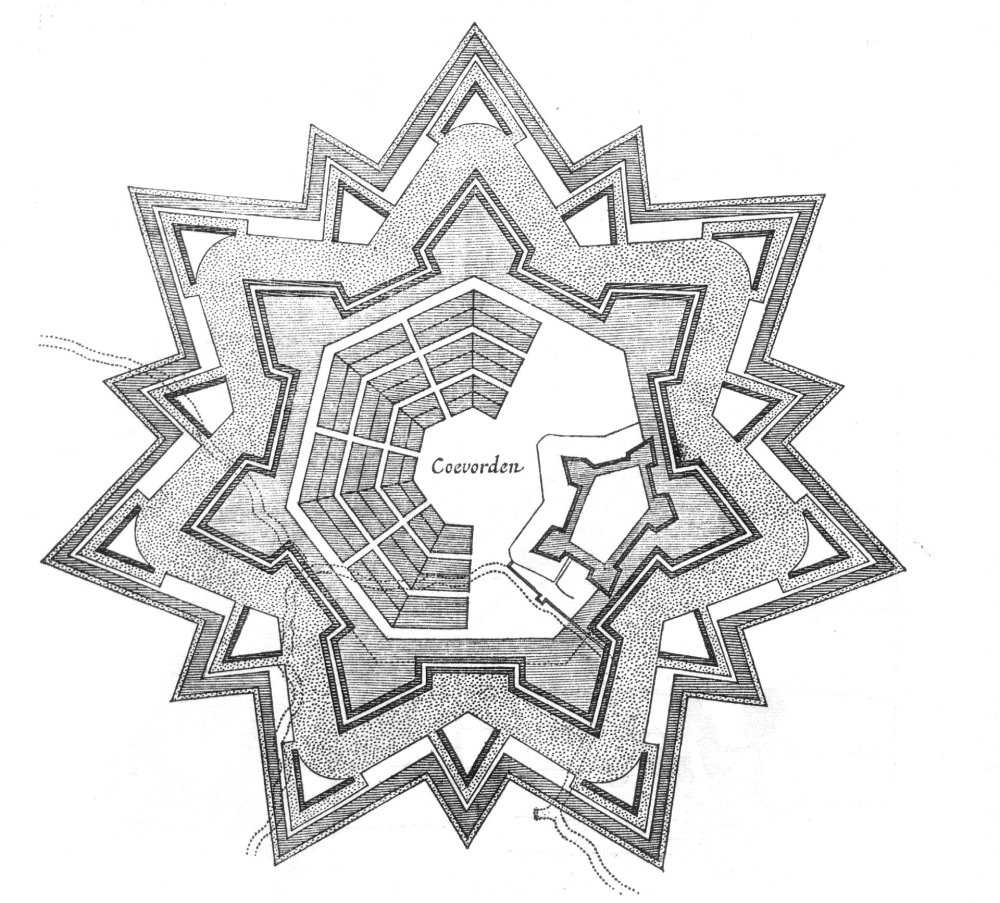
План фортификационных сооружений поселения Куворден, 1646

В конце семнадцатого века епископ Мюнстерский многократно пытается захватить или разрушить город. В 1673 году город оказывается в осаде силами епископа под руководством Боммен Беренда, который приказывает запрудить реку Вехт, чтобы затопить город. Однако внезапный шторм разрушает плотину и спасает жителей города от затопления.
В период между 1795 и 1814 годами Куворден был захвачен Французской армией. Французские войска были встречены местным населением, как освободители. После отречения Наполеона от императорского трона в 1814 году они спешно покинули город в полном беспорядке и в сопровождении пожаров принесших ущерб в 76 тысяч гульденов.
После Второй мировой войны соседний Эммен переживает бурный экономический рост и становится важнейшим городом региона. Многие предприятия и учреждения переезжают из Кувордена в Эммен. Только в восьмидесятые и девяностые годы Куворден частично восполняет потерянное экономическое и политическое значение с приходом сюда предприятия по производству еды для домашних животных IAMS и строительством грузосортировочной станции вооружённых сил НАТО. В настоящее время станция находится в распоряжении Нидерландской армии.
В 1998 году произошёл передел общин Дренте, и к общине Куворден присоединились земли бывших общин Дален, Остерхесселен, Слен и Звело.
В 2014 году на фестивале в Мидларене скульптор Илья Шанин посвятил пятиметровую скульптуру из песка истории города Куворден.

## Достопримечательности
- Замок Куворден
- Монумент «Ораньебанк» в честь королев Вильгельмины и Юлианы и мужа Юлианы — Бернарда Липпе-Бистерфельдского
- Оборонительный вал «Де Катсхар»
- Государственный музей «Дренте’с Весте» («Дрентская крепость»)
- Старая водонапорная башня

В других населённых пунктах общины:
- Мельница «Де Аренд» («Орёл»), Клостер
- Мельница-музей «Йан Пол», Дален
- Музей под открытым небом «Эллерт и Браммерт», Схонорд

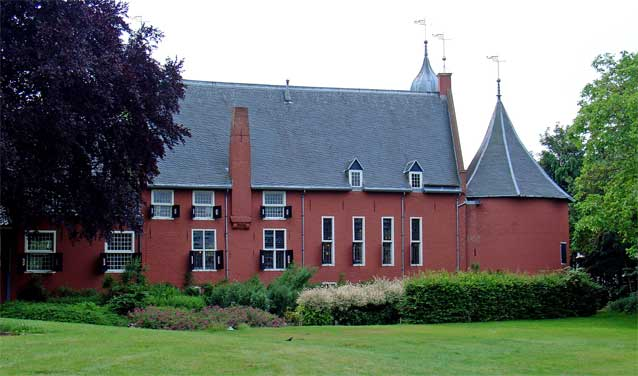
Замок Куворден
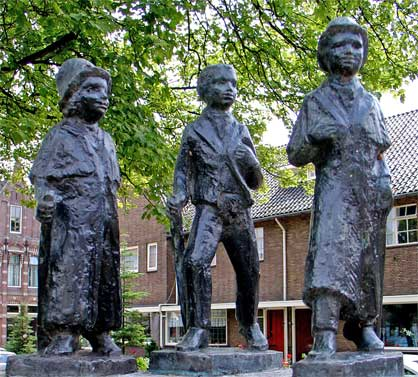
Монумент «Три подагрика», Куворден
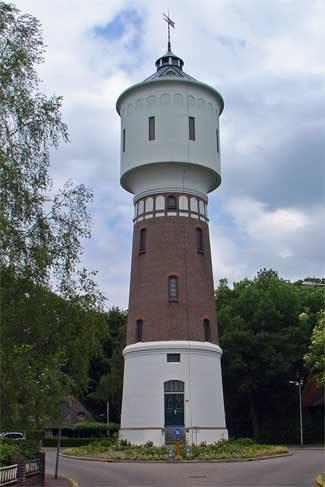
Старая водонапорная башня, Куворден
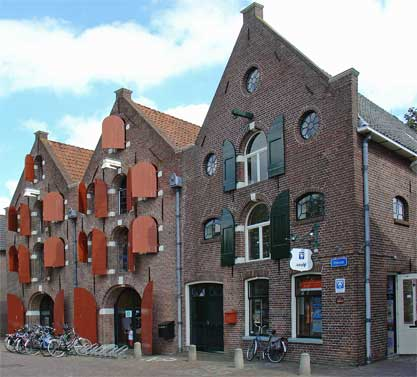
Здание арсенала, Куворден

## География
Община Куворден расположена на юге провинции Дренте и граничит с общинами Эммен и Боргер-Одорн на востоке, А-эн-Хюнзе на севере, Мидден-Дренте и Хогевен на западе, Харденберг (провинция Оверэйссел) и федеральной землёй Нижняя Саксония (Германия) на юге.
В состав общины Куворден входит 38 населённых пунктов. Население на 1 января 2004 года (по данным нидерландского Центрального Статистического Бюро):
| Куворден            | 14.450 |
| Дален               | 3470   |
| Слен                | 2240   |
| Схонорд             | 2100   |
| Алден               | 1850   |
| Остерхесселен       | 1800   |
| Гесбюрг             | 720    |
| Стенвейксмур        | 650    |
| Гес                 | 610    |
| Далерпел            | 600    |
| Норд-Слен           | 460    |
| Эрм                 | 420    |
| Меппен (Нидерланды) | 360    |
| Звело               | 340    |

| Вахтюм         | 280 |
| Далервен       | 260 |
| Де Киль        | 260 |
| Звиндерен      | 240 |
| 't Haantje     | 230 |
| Везюп          | 200 |
| Бенневельд     | 180 |
| Холслот        | 180 |
| Стильтьесканал | 180 |
| Везюпербрюг    | 180 |
| Ньюве Крим     | 170 |
| Ахтерсте Эрм   | 70  |
| Дипхорн        | 60  |

Прочие населённые пункты:
| - Балласт - Де Хар - Де Марс - Ден Хол - Киббелвен - Клостер | - Ньивланде (частично) - Падхэйс - Пиквельд - Влигхэйс - Вейерсвольд |

## Политика

### Бургомистр и совет администраторов
- Бургомистр: Берт Бауместер, Демократы 66
- Администратор: Трюс Пот-Эланд, Партия труда
- Администратор: Герт Брам, Партия труда
- Администратор: Йетти Реммельтс-ван Ройен, Народная партия за свободу и демократию
- Администратор: Герт Рулес, Народная партия за свободу и демократию

## Города-побратимы
- Брест, Беларусь (15 ноября 2000)[2][3][…]
- Ванкувер, Канада (1986)[2]
- Кутно, Польша (2004)[2]
- Нинхэ, Китай (2003)[2]
- Нордхорн, Германия (28 февраля 1963)[2][3]
- Чарнкув, Польша (1991)
- Эмлихгайм, Германия[2]